# Corinna Miazga

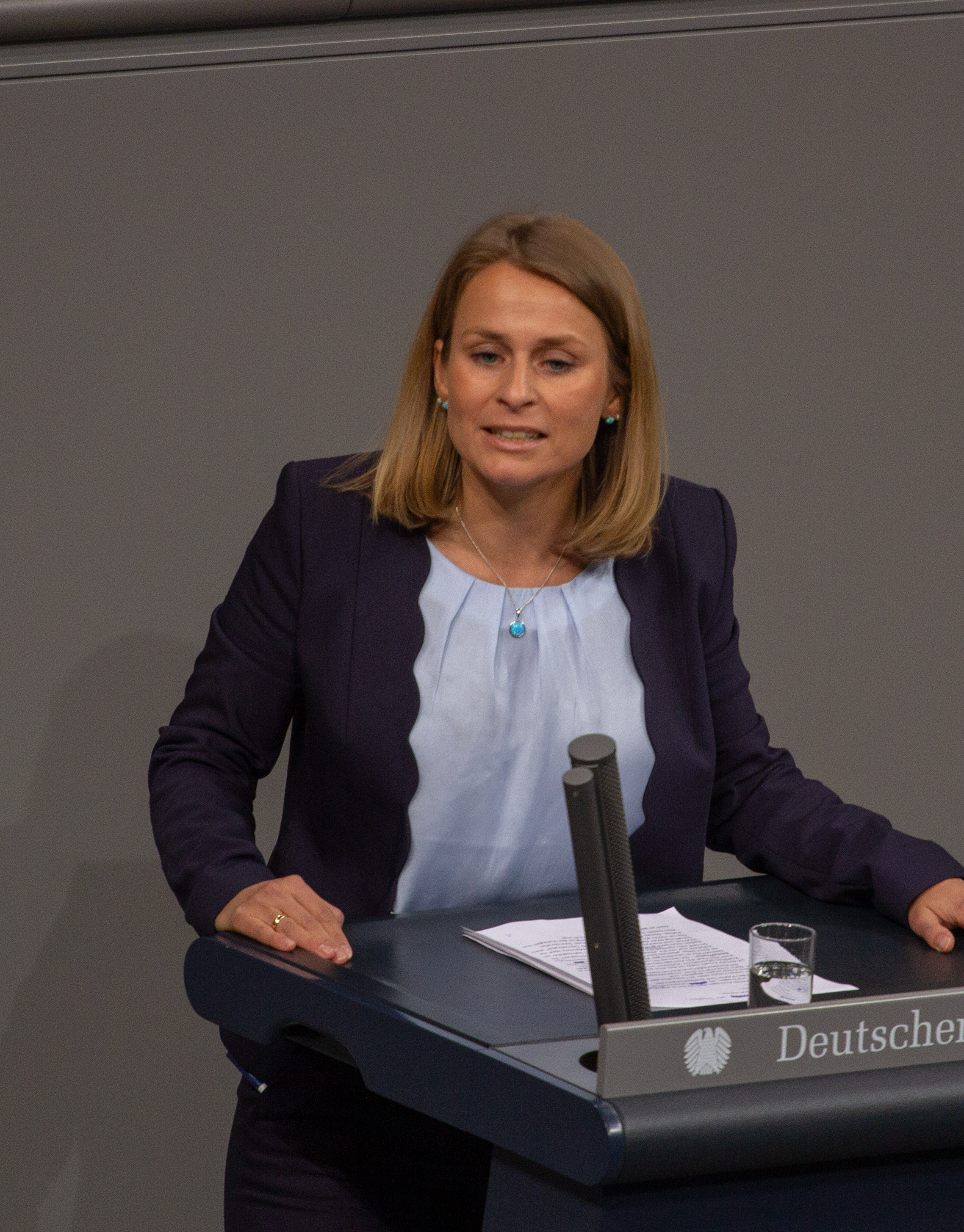
Corinna Miazga (2019)

Corinna Miazga (* 17. Mai 1983 in Oldenburg als Corinna Kracke; † 25. Februar 2023 in Straubing) war eine deutsche Politikerin (AfD). Sie zog nach der Bundestagswahl 2017 erstmals in den Bundestag ein. Nach der Bundestagswahl 2021 wurde sie eine der stellvertretenden AfD-Bundestagsfraktionsvorsitzenden. Von 2019 bis 2021 war sie Landesvorsitzende der AfD in Bayern.

## Leben
Miazga wuchs mit ihren Eltern und einer jüngeren Schwester im niedersächsischen Ort Hude auf. Nach dem Abitur 2003 im nahen Oldenburg begann sie ein Studium der Rechtswissenschaften an der Universität Passau, das sie nicht abschloss. Nach eigenen Angaben befand sie sich in der Vorbereitung auf den Bachelor of Laws. Seit 2015 arbeitete sie in der Automobilindustrie im Bereich Vertragsprüfung. Miazga spielte American Football in der Bundesliga und war als Jugendtrainerin aktiv.
Miazga lebte seit ihrer Heirat im Jahr 2009 in Straubing.
Am 25. Februar 2023 erlag sie einer Brustkrebserkrankung, die sie im Herbst 2020 publik gemacht hatte und die zwischenzeitlich als geheilt galt.

## Politisches Wirken
Corinna Miazga war seit 2013 Mitglied der AfD und wurde im selben Jahr Kreisvorsitzende im niederbayerischen Landkreis Straubing-Bogen.
Nach eigenen Angaben unterschrieb sie 2015 die von Björn Höcke vorgelegte Erfurter Resolution; damals sei es ihr um Gegenpositionen („Rebellion“) zu denen des Parteigründers Bernd Lucke gegangen. 2016 war Miazga an einem Entwurf für das geplante AfD-Grundsatzprogramm beteiligt. Der Programmentwurf wurde vom Bezirk Niederbayern eingebracht und forderte ein Moscheeverbot, solange „der Bau und Betrieb von Moscheen nicht nur dem gemeinsamen Gebet, sondern auch der Verbreitung der auf die Beseitigung unserer Rechtsordnung gerichteten islamischen Lehre dient“. Die Passauer Neue Presse und taz werteten das Programm aus Niederbayern als erhebliche Einschränkung der Religionsfreiheit. Miazga warb im Bundestagswahlkampf 2017 unter anderem mit dem Argument für sich, ein Asylbewerberheim in Straubing verhindert zu haben.
Bei ihrer Bewerbungsrede für ein Amt im AfD-Bundesvorstand anlässlich des Bundesparteitages 2017 in Hannover erklärte Miazga, sie habe das zuständige Finanzamt in Berlin aufgefordert, die Gemeinnützigkeit des Kampagnenvereins Campact e.V. zu überprüfen. Im Jahr 2019 wurde Campact der Status einer gemeinnützigen Organisation aberkannt.
Miazga zog 2017 über den Landeslistenplatz 3 der AfD Bayern in den 19. Bundestag ein. Dort war sie Mitglied im Ausschuss für die Angelegenheiten der Europäischen Union. Zudem gehörte sie als stellvertretendes Mitglied dem Ausschuss für Ernährung und Landwirtschaft an.
Im September 2019 bewarb sich Miazga gegen vier Konkurrenten um den Landesvorsitz der AfD Bayern. In einer Stichwahl setzte sie sich gegen Katrin Ebner-Steiner mit 305 zu 216 Stimmen durch und wurde neue Landesvorsitzende. Sie gab an, sich „ganz normal mittendrin“ in der AfD zu verorten. Johann Osel (Süddeutsche Zeitung) kommentierte, sie habe sich „den Mitgliedern als Versöhnerin“ angepriesen, sei aber „inhaltlich auf Flügel-Linie“. Die Deutsche Presse-Agentur sah Miazgas Wahl hingegen als „Niederlage des rechtsnationalen ‚Flügels‘“. Die Tageszeitung Rheinpfalz titelte zu ihrer Wahl: „Frau der gemäßigten Töne an der Spitze“. Recherchen von NDR und Die Zeit suggerierten Mitte 2021, dass ihre Wahl zur Landesvorsitzenden 2019 durch Vermittlung eines Politikberaters erfolgt sei.
Im November 2020 gab Miazga bekannt, an Brustkrebs erkrankt zu sein. Sie lasse ihr Amt als bayerische Landesvorsitzende daher vorläufig ruhen und werde sich aus der Öffentlichkeit zurückziehen, um sich auf ihre Genesung zu konzentrieren.
Bei der Bundestagswahl 2021 wurde sie über Platz 2 der Landesliste wieder in den Deutschen Bundestag gewählt. Am 17. Oktober 2021 wurde Miazga auf dem Landesparteitag in Greding als Landesvorsitzende abgewählt. Im zweiten Anlauf setzte Stephan Protschka sich mit 51,8 % der Stimmen gegen Miazga (22,3 %) und Martin Sichert (23,6 %) durch.
Nach ihrem Tod rückte der Lindauer Stadtrat Rainer Rothfuß als Bundestagsabgeordneter nach.

### Innerparteiliche Konflikte
Ende 2013 beantragte Miazga beim Bundesschiedsgericht der AfD, den Vorstand des Landesverbands Bayern abzusetzen und die Finanzordnung des Landesverbands für ungültig zu erklären. Laut Miazga sei gegen Formalien verstoßen worden. Der Antrag wurde von den Schiedsgerichten der AfD abgewiesen. Dessen ungeachtet schrieb Miazga im Januar 2014 eine Nachricht an Funktionäre und Mitglieder in Bayern. Weil die Finanzordnung ihrer Auffassung nach keine Gültigkeit besitze, seien nun die Kreisverbände selbst für den Einzug der Mitgliedsbeiträge zuständig. Durch den Aufruf kam es zu Lastschriftkündigungen und kostenpflichtigen Rückbuchungen. Infolgedessen wurde gegen Miazga 2014 ein Parteiausschlussverfahren angestrengt. Die Zeit berichtete 2017 nach der Wahl Miazgas in den Bundestag, dass das parteiinterne Schiedsgericht zum Stand des Verfahrens schweige. Nach einem Bericht der Passauer Neuen Presse vom September 2017 war das Verfahren inzwischen abgeschlossen.
Auf dem AfD-Bundesparteitag 2017 warf Miazga in ihrer Bewerbungsrede zur stellvertretenden Sprecherin des Bundesvorstands ihrem Parteikollegen Petr Bystron Sexismus vor. Er habe sie im Wahlkampf darauf aufmerksam gemacht, „dass Frauen wie ich besser an einer Stange tanzen sollten.“ Miazga und der ebenfalls kandidierende Bystron unterlagen bei der anschließenden Abstimmung gegen Kay Gottschalk.

### Berateraffäre
Recherchen von NDR, WDR und Die Zeit zeigten im Juni 2021, dass ein Politikberater mehrere Jahre lang und mit Geldern aus unbekannten Quellen versucht hatte, Einfluss auf die personelle Ausrichtung der AfD zu nehmen. Corinna Miazgas Aufstieg soll dieser Mann laut Zeit durch Beratung forciert und so ihren Weg von der „klassische(n) Hinterbänklerin“ zur Landeschefin ermöglicht haben. Auch wenn nach Einschätzung der Süddeutschen Zeitung das mutmaßliche Einschüchtern eines Gegenkandidaten von Miazga 2019 nicht justiziabel sei, kratze es Parteikreisen zufolge aber an dem „Selbstverständnis, immun gegen Einflüsse von außen“ zu sein. Im Monat darauf erklärte der AfD-Bundesvorstand, er wolle eine Untersuchungskommission einsetzen, um die Vorgänge aufzuklären. Zudem ging eine Anfechtung gegen Miazgas Wahl beim Landeswahlleiter in Fürth ein. Miazga gab den Medien eine Mitverantwortung, die die Sache hochgespielt hätten.